# Sportåret 1967

## Händelser

### Amerikansk fotboll
- Green Bay Packers besegrar Kansas City Chiefs i Super Bowl i en match mellan segrarna i NFL- och AFL-finalerna 1966.
- Green Bay Packers besegrar Dallas Cowboys med 23 - 12 i NFL-finalen.
- Oakland Raiders besegrar Houston Oilers med  40 - 7 i AFL-finalen.

### Bandy
- 11 januari - Nässjö IF:s Per-Axel Andersson gör det 1 000:e målet någonsin i Sveriges högsta division i bandy sedan premiären 1931, då Hälleforsnäs IF besegras med 6-3.[1]
- 19 februari -  Sovjet vinner världsmästerskapet i Finland före Finland och Sverige.[2]
- 12 mars - Örebro SK blir svenska mästare genom att finalslå IF Göta med 3-1 på Söderstadion i Stockholm.[3]

### Baseboll
- 12 oktober - National League-mästarna St. Louis Cardinals vinner World Series med 4-3 i matcher över American League-mästarna Boston Red Sox.[4]

### Basket
- 23 april - Sovjet blir damvärldsmästare i Prag före Sydkorea och Tjeckoslovakien.[5]
- 24 april - Phladelphia 76ers vinner NBA-finalserien mot San Francisco Warriors.[6]
- 11 juni - Sovjet blir herrvärldsmästare  i Uruguay före Jugoslavien och Brasilien.[7]
- 8 oktober - Sovjet vinner herrarnas Europamästerskap i Finland genom att finalslå Tjeckoslovakien med 89-77.[7]

### Bordtennis

#### SM

##### Herrsingel
Hans Alsér blir svensk mästare för Leksbergs BTK.

##### Mixad dubbel
Hans Alsér (Leksbergs BTK) blir svensk mästare tillsammans med Eva Johansson (Mölndals BTK).

#### VM

##### Herrdubbel
Hans Alsér och Kjell Johansson blir som första svenskar världsmästare i bordtennis.

### Boxning
- Muhammad Ali fråntogs sin världsmästartitel och uteslöts från professionell boxning på grund av sin vägran att göra tjänst i amerikanska armén.

### Cykel
- Eddy Merckx, Belgien vinner landsvägsloppet vid VM
- 31 augusti - De fyra cyklande bröderna "Fåglum" (Gösta, Sture, Erik och Tomas Pettersson) från Sverige vinner VM i lagtempo i Nederländerna. För det får de Svenska Dagbladets guldmedalj.
- Roger Pingeon, Frankrike vinner Tour de France
- Felice Gimondi, Italien vinner Giro d'Italia
- Jan Janssen, Nederländerna vinner Vuelta a España

### Fotboll
- 2 februari – Uruguay vinner sydamerikanska mästerskapet i Montevideo före Argentina och Chile.[8]
- 20 maj - Tottenham Hotspur FC vinner FA-cupfinalen mot Chelsea FC med 2-1 på Wembley Stadium.[9]
- 25 maj - Celtic FC vinner Europacupen för mästarlag genom att besegra FC Internazionale med 2–1 i finalen på Estadio Nacional i Lissabon.[10]
- 31 maj - Bayern München vinner Europeiska cupvinnarcupen  genom att besegra Rangers FC med 1–0 i finalen på Nürnbergerstadion.[10]
- 6 september - Dinamo Zagreb vinner Mässcupen genom att vinna finalerna mot Leeds United FC.[10]
- 1 november – Malmö FF vinner Svenska cupen genom att finalslå IFK Norrköping med 2-0 i Norrköping.[11]
- Okänt datum – Flórián Albert, Ungern, utses till Årets spelare i Europa.

#### Ligasegrare / resp. lands mästare
- Belgien - RSC Anderlecht
- England - Manchester United FC
- Frankrike - AS Saint-Étienne
- Italien - Juventus FC
- Nederländerna – AFC Ajax
- Skottland - Celtic FC
- Spanien - Real Madrid CF
- Sverige - Malmö FF
- Västtyskland - TSV Eintracht Braunschweig

### Friidrott
- 31 december - Gaston Roelants, Belgien vinner Sylvesterloppet i São Paulo.[12]
- David McKenzie, Nya Zeeland vinner herrklassen vid Boston Marathon.[13] medan Roberta Gibb, USA vinner damklassen, som är inofficiell [14]

### Golf

#### Herrar
- The Masters vinns av Gay Brewer, USA
- US Open vinns av Jack Nicklaus, USA
- British Open vinns av Roberto DeVicenzo, Argentina
- PGA Championship vinns av Don January, USA
- Mest vunna vinstpengar på PGA-touren: Jack Nicklaus, USA med $188 998

##### Ryder Cup
- USA – Storbritannien 23½ - 8½

#### Damer
- US Womens Open – Catherine Lacoste, Frankrike
- LPGA Championship – Kathy Whitworth, USA
- Mest vunna vinstpengar på LPGA-touren: Kathy Whitworth, USA med $32 937

### Handboll
- 21 januari - Tjeckoslovakien blir inomhusvärldsmästare för herrar genom att finalbesegra Danmark med 14-11 i Västerås.[15]

### Ishockey
- 26 februari - Brynäs IF blir svenska mästare genom att besegra Västra Frölunda IF med 2–0 i matcher i finalserien.[16]
- 29 mars - Sovjet vinner världsmästerskapet i Wien före Sverige och Kanada.[17]
- 4 april - ZKL Brno, Tjeckoslovakien vinner Europacupen genom att vinna finalserien mot Tappara, Finland.[18]
- 2 maj - Stanley Cup vinns av Toronto Maple Leafs som besegrar Montreal Canadiens med 4 matcher mot 2 i slutspelet.[19]
- Oktober - NHL utökas från sex till tolv från säsongen 1967/1968.

### Konståkning

#### VM
- Herrar – Emmerich Dänzer, Österrike
- Damer – Peggy Fleming, USA
- Paråkning – Ludmila Belousova & Oleg Protopopov, Sovjetunionen
- Isdans - Diane Towler & Bernard Ford, Storbritannien

#### EM
- Herrar – Emmerich Dänzer, Österrike
- Damer – Gabriele Seyfert, DDR
- Paråkning – Ludmila Belousova & Oleg Protopopov, Sovjetunionen
- Isdans - Diane Towler & Bernard Ford, Storbritannien

### Motorsport

#### Formel 1
- 22 oktober - Världsmästare blir Denny Hulme, Nya Zeeland.

#### Motocross
- Torsten Hallman, Sverige blir världsmästare i 250cc-klassen på en Husqvarna.

#### Rally
- Den svenske rallyföraren Bengt Söderström vinner Europamästerskapet.

#### Speedway
- Ove Fundin, Sverige blir världsmästare.

#### Sportvagnsracing
- Den italienska biltillverkaren Ferrari vinner sportvagns-VM.
- Nyzeeländarna Bruce McLaren och Chris Amon vinner Le Mans 24-timmars med en Ford GT40.
- Den nyzeeländske föraren Bruce McLaren vinner Can-Am 1967.

### Rugby league
- 17 december – Den första söndagsmatchen inom professionell rugby league spelas.[20]

### Skidor, alpint

#### Herrar

##### Världscupen (första året)
- Totalsegrare: Jean-Claude Killy, Frankrike
- Slalom: Jean-Claude Killy, Frankrike
- Storslalom: Jean-Claude Killy, Frankrike
- Störtlopp: Jean-Claude Killy, Frankrike

##### SM
- Slalom vinns Bengt-Erik Grahn, Tärna IK Fjällvinden. Lagtävlingen vinns av Åre SLK:
- Storslalom vinns av Rune Lindström, Sollefteå GIF. Lagtävlingen vinns av Åre SLK.
- Störtlopp vinns av Olle Rohlén, Åre SLK. Lagtävlingen vinns av Tärna IK Fjällvinden.

#### Damer

##### Världscupen
- Totalsegrare: Nancy Greene, Kanada
- Slalom:
  - Marielle Goitschel, Frankrike
  - Annie Famose, Frankrike
- Storslalom: Nancy Greene, Kanada
- Störtlopp: Marielle Goitschel, Frankrike

##### SM
- Slalom vinns av Monica Hermansson, Avesta SLK. Lagtävlingen vinns av Östersund-Frösö SLK.
- Storslalom vinns av Monica Hermansson, Avesta SLK. Lagtävlingen vinns av IF Friska Viljor, Örnsköldsvik.
- Störtlopp vinns av Monica Hermansson, Avesta SLK.

### Skidor, längdåkning

#### Herrar
- 5 mars - Assar Rönnlund, IFK Umeå vinner Vasaloppet.[21], och därmed tar han hem en individuell storslam genom att dessutom vinna alla tre individuella distanser vid svenska mästerskapen.

##### SM
- 15 km vinns av Assar Rönnlund, IFK Umeå. Lagtävlingen vinns av Föllinge IF.
- 30 km vinns av Assar Rönnlund, IFK Umeå. Lagtävlingen vinns av Föllinge IF.
- 50 km vinns av Assar Rönnlund, IFK Umeå. Lagtävlingen vinns av IFK Umeå.
- Stafett 3 x 10 km vinns av Föllinge IF med laget  Ragnar Persson, Melcher Risberg och Jan Halvarsson .

#### Damer

##### SM
- 5 km vinns av Toini Gustafsson, IFK Likenäs. Lagtävlingen vinns av IFK Likenäs.
- 10 km vinns av Toini Gustafsson, IFK Likenäs. Lagtävlingen vinns av Edsbyns IF.
- Stafett 3 x 5 km vinns av Edsbyns IF med laget  Gun Ädel, Viola Ylipää och Britt Strandberg .

### Skidskytte

#### VM
- Herrar 20 km
  - 1 Viktor Marmatov, Sovjetunionen
  - 2 Stanislaw Szczepaniak, Polen
  - 3 Jon Istad, Norge
- Stafett 3 x 7,5 km
  - 1 Norge (Jon Istad, Ragnar Tveiten, Ola Wærhaug & Olav Jordet)
  - 2 Sovjetunionen (Viktor Marmatov, Aleksandr Tichonov, Rinnat Safin & Nikolaj Pusanov)
  - 3 Sverige (Olle Petrusson, Tore Eriksson, Holmfrid Olsson & Sture Ohlin)

### Tennis

#### Herrar
- Tennisens Grand Slam:
  - Australiska öppna - Roy Emerson, Australien
  - Franska öppna – Roy Emerson, Australien
  - Wimbledon – John Newcombe, Australien
  - US Open – John Newcombe, Australien

##### Davis Cup
- 28 december - Australien vinner Davis Cup genom att finalbesegra Spanien med 4-1 i Brisbane.[22]

#### Damer
- Tennisens Grand Slam:
  - Australiska öppna –Nancy Richey, USA
  - Franska öppna – Françoise Durr, Frankrike (eg. Algeriet)
  - Wimbledon – Billie Jean King, USA
  - US Open – Billie Jean King, USA
- 11 juni - USA vinner Federation Cup genom att finalbesegra Storbritannien med 2-0 i Västberlin.[23]

### Volleyboll
- 29 januari - Japan blir damvärldsmästare i Tokyo före USA och Sydkorea.[24]
- 7 november - Sovjet vinner damernas Europamästerskap i Izmir före Polen och Tjeckoslovakien.[25]
- 8 november - Sovjet vinner herrarnas Europamästerskap i Istanbul före Tjeckoslovakien och Polen.[25]

## Evenemang
- VM i konståkning arrangeras i Wien, Österrike.
- VM i ishockey arrangeras i Wien, Österrike.
- VM i skidskytte arrangeras i Altenberg, DDR.
- VM i bordtennis i Stockholm 11 april - 21 april.
- VM i cykel i Nederländerna 27 augusti - 3 september.
- VM i handboll arrangeras i Sverige.
- EM i konståkning arrangeras i Ljubljana, Jugoslavien.

## Födda
- 2 januari - Ulf Dahlén, svensk ishockeyspelare och -tränare.
- 3 januari – Magnus Gustafsson, svensk tennisspelare.
- 9 januari – Claudio Caniggia, argentinsk fotbollsspelare.
- 30 januari – Sergej Tjepikov, rysk skidskytt.
- 2 februari - Artūrs Irbe, lettisk ishockeymålvakt.
- 12 februari – Anita Wachter, österrikisk alpin skidåkare.
- 14 februari - Calle Johansson, svensk ishockeyspelare.
- 18 februari
  - Roberto Baggio, italiensk fotbollsspelare.
  - Colin Jackson, brittisk friidrottare.
- 19 februari - Niclas Kindvall, svensk fotbollsspelare
- 1 mars - Aron Winter, nederländsk fotbollsspelare.
- 13 mars - Andres Escobar, colombiansk fotbollsspelare, back.
- 20 mars - Jonas Thern, svensk fotbollsspelare.
- 7 april – Bodo Illgner, tysk fotbollsspelare.
- 2 maj - David Rocastle, engelsk fotbollsspelare.
- 7 maj - Vincent Radermecker, belgisk racerförare.
- 18 maj - Heinz-Harald Frentzen, tysk racerförare.
- 27 maj - Paul Gascoigne, engelsk fotbollsspelare och -tränare.
- 19 juni – Bjørn Dæhlie, norsk längdskidåkare.
- 28 juni – Lars Riedel, tysk friidrottare.
- 8 juli - Magnus Erlingmark, svensk fotbollsspelare.
- 12 juli – Bruno Surin, kanadensisk friidrottare.
- 25 juli – Magdalena Forsberg, svensk skidskytt.
- 24 augusti
  - Jan Eriksson, svensk fotbollsspelare.
  - Michael Thomas, engelsk fotbollsspelare.
- 30 augusti - Catrin Nilsmark, svensk professionell golfspelare.
- 5 september – Matthias Sammer, tysk fotbollsspelare.
- 13 september - Michael Johnson, amerikansk friidrottare.
- 17 september – Wolfgang Perner, österrikisk skidskytt.
- 2 oktober - Frankie Fredericks, namibisk friidrottare.
- 6 oktober - Kennet Andersson, svensk fotbollsspelare.
- 13 oktober - Javier Sotomayor, kubansk friidrottare.
- 22 november - Boris Becker, tysk tennisspelare.
- 5 december – Frank Luck, tysk skidskytt.
- 16 december - Donovan Bailey, kanadensisk friidrottare,

## Avlidna
- 4 januari – Donald Campbell, brittisk hastighetsrekordjägare.
- 31 januari – Eddie Tolan, amerikansk friidrottare.
- 18 juni - Giacomo Russo, italiensk racerförare.
- 29 juni – Primo Carnera, italiensk professionell tungviktsboxare.

### Fotnoter
1. ↑  Gustafsson, Stig. Bollsportens först och störst. Forum
2. ↑  ”World Championships 1966/67” (på engelska). Bandysidan. http://www.bandysidan.nu/event.php?EVID=84. Läst 20 augusti 2011.
3. ↑  Erik Jonsson (7 mars 1965). ”1960–1969”. Svenska Bandyförbundet. Arkiverad från originalet den 17 mars 2020. https://web.archive.org/web/20200317215222/https://www.svenskbandy.se/BANDYFINALEN/HISTORIK/Svenskamastare/Herrar/1960-1969. Läst 18 mars 2020.
4. ↑  ”1967 World Series” (på engelska). Baseball-Reference.com. http://www.baseball-reference.com/postseason/1967_WS.shtml. Läst 10 juli 2015.
5. ↑  ”Sport Statistics”. Arkiverad från originalet den 6 september 2011. https://web.archive.org/web/20110906004644/http://todor66.com/basketball/World/Women_1967.html. Läst 24 augusti 2011.
6. ↑  ”Basketball Reference”. http://www.basketball-reference.com/leagues/NBA_1967_games.html. Läst 25 augusti 2011.
7. 1 2  ”Sport Statistics”. Arkiverad från originalet den 12 juli 2008. https://web.archive.org/web/20080712093734/http://todor66.com/basketball/World/Men_1967.html. Läst 24 augusti 2011.
8. ↑  ”South American Championship 1967” (på engelska). RSSSF. http://www.rsssf.com/tables/67safull.html. Läst 16 augusti 2011.
9. ↑  ”England FA Challenge Cup 1966-1967” (på engelska). RSSSF. http://www.rsssf.com/tablese/engcup1967.html. Läst 19 augusti 2012.
10. 1 2 3  ”European Competitions 1966-67” (på engelska). RSSSF. http://www.rsssf.com/ec/ec196667.html. Läst 16 augusti 2011.
11. ↑  Jimmy Lindahl (11 mars 2005). ”Svenska cupen – finalmatcher”. Bolletinen. http://www.bolletinen.se/sfs/pdf/stat_h_allsvens_1941_2005_stat_herr_cupen_finalmatcher.pdf. Läst 21 augusti 2012.
12. ↑  ”1960” (på portugisiska). Sylvesterloppet. Arkiverad från originalet den 1 mars 2014. https://web.archive.org/web/20140301030919/http://www.saosilvestre.com.br/1960. Läst 19 augusti 2012.
13. ↑  ”Boston Marathon”. Arkiverad från originalet den 27 april 2015. https://web.archive.org/web/20150427035419/http://www.baa.org/races/boston-marathon/boston-marathon-history/past-champions/past-mens-open-champions.aspx. Läst 9 april 2011.
14. ↑  ”Boston Marathon”. Arkiverad från originalet den 7 mars 2012. https://web.archive.org/web/20120307073943/http://www.baa.org/races/boston-marathon/boston-marathon-history/past-champions/past-womens-open-champions.aspx. Läst 9 april 2011.
15. ↑  ”Sport Statistics”. Arkiverad från originalet den 24 augusti 2011. https://web.archive.org/web/20110824155208/http://www.todor66.com/handball/World/Men_1967.html. Läst 23 augusti 2011.
16. ↑  ”Championnat de Suède 1966/67” (på franska). Hockey Archives. 26 februari 1967. Arkiverad från originalet den 10 mars 2016. https://web.archive.org/web/20160310194826/http://www.hockeyarchives.info/Suede1967.htm. Läst 15 augusti 2011.
17. ↑  ”Championnats du monde 1967” (på franska). Hockey Archives. 29 mars 1967. https://www.hockeyarchives.info/mondial1967.htm. Läst 15 augusti 2011.
18. ↑  ”Coupe d'Europe 1966/67” (på franska). Hockeyarchives. 4 april 1967. https://www.hockeyarchives.info/Europe1967.htm. Läst 9 september 2012.
19. ↑  ”NHL 1966/67” (på franska). Hockey Archives. https://www.hockeyarchives.info/NHL1967.htm. Läst 23 mars 2020.
20. ↑  Baker, Andrew (20 augusti 1995). ”100 years of rugby league: From the great divide to the Super era”. Independent, The (independent.co.uk). http://www.independent.co.uk/sport/100-years-of-rugby-league-from-the-great-divide-to-the-super-era-1597130.html. Läst 25 september 2009.
21. ↑  ”Historiska segrare”. Vasaloppet. Arkiverad från originalet den 22 mars 2020. https://web.archive.org/web/20200322121012/https://www.vasaloppet.se/wp-content/uploads/sites/1/2019/09/historiska_segrare_vasaloppet_sve_2019-09-18.pdf. Läst 5 september 2011.
22. ↑  ”Davis Cup”. http://www.daviscup.com/en/results/tie/details.aspx?tieId=10000580. Läst 20 augusti 2011.
23. ↑  ”Fed Cup”. Arkiverad från originalet den 13 oktober 2012. https://web.archive.org/web/20121013040446/http://www.fedcup.com/en/results/tie/details.aspx?tieId=20004217. Läst 21 augusti 2011.
24. ↑  ”Sport Statistics”. Arkiverad från originalet den 24 mars 2012. https://web.archive.org/web/20120324182152/http://todor66.com/volleyball/World/Women_1967.html. Läst 24 augusti 2011.
25. 1 2  ”Sport Statistics”. Arkiverad från originalet den 21 juli 2009. https://www.webcitation.org/5iRbIQtfJ?url=http://todor66.com/volleyball/Europe/Men_1967.html. Läst 24 augusti 2011.